# The Renaissance Players
The Renaissance Players es un conjunto australiano especializado en la interpretación de música medieval. Fue fundado entre los años 1966 y 1967 por su directora Winsome Evans.

## Discografía
- 1976 - Memories Of English Minstrelsy. Viking Records VP457 (LP)
- 1977 - Adam's Apple. Cherry Pie Records CPCD 1033 (Edición de 2006 remasterizada en CD)
- 1978 - The Captive Unicorn. Cherry Pie Records CPF 1036, CPC 1036 (L 70191/2, C 70191/2) (2 LP)
- 1979 - The Sibyl's Giggle. Cherry Pie Records CPCD 1038 (Edición de 2006 remasterizada en CD)
- 1981 - The Cat's Fiddlestick. Cherry Pie Records L 37746, C 37746 (LP)
- 1993 - The Muses' Gift. Dance I. Walsingham WAL 8003-2 .
- 1994 - Venus' Fire. Dance II. Walsingham WAL 8004-2 .
- 1994 - The Ring of Creation. Dance III. Walsingham WAL 8005-2 .
- 1995 - Garland Dances. Dances IV. Walsingham WAL 8006-2 .
- 1996 - Songs for a Wise King. Cantigas de Santa Maria I. Walsingham WAL 8007-2 .
- 1996 - Maria morning star. Cantigas de Santa Maria II. Walsingham WAL 8008-2 .
- 1996 - Mirror of Light. Cantigas de Santa Maria III. Walsingham WAL 8035-2 .
- 1998 - Thorns of Fire. The Sephardic Experience I. Celestial Harmonies 13166 .
- 1998 - Apples and Honey. The Sephardic Experience II. Celestial Harmonies 13167-2 .
- 1999 - Gazelle and Flea. The Sephardic Experience III. Celestial Harmonies 13168-2 .
- 1999 - Eggplants. The Sephardic Experience IV. Celestial Harmonies 13169-2 .
- 2000 - Testament. Archangels' Banquet, Shepherds' Delight. Celestial Harmonies 14197-2

Recopilaciones:
- 1999 - The Sephardic Experience. Celestial Harmonies 19 911-2 . . Es una caja con los 4 CD siguientes:
  - 1998 - Thorns of Fire
  - 1998 - Apples and Honey
  - 1999 - Gazelle and Flea
  - 1999 - Eggplants
- 2001 - Of Numbers And Miracles. Selected Cantigas de Santa Maria. Es un disco recopilatorio con material remasterizado de los tres discos publicados previamente con Cantigas. Celestial Harmonies 13091-2

Recopilaciones junto con otros grupos:
- 2000 - I Call Australia Home. Es un sampler con varios artistas australianos. Celestial Harmonies 13194-2
- 2002 - World Music from Celestial Harmonies: Your World Is An Amazing Place. Celestial Harmonies 14229-2